# John (Bischof, Glasgow)
John (auch John Capellanus; † zwischen 3. Mai und 24. August 1147) war ein schottischer Ordensgeistlicher. Vor 1117 wurde er der zweite Bischof des neugegründeten Bistums Glasgow. Als pflichtbewusster Mönch begründete er mit das benediktinische Mönchtum in Schottland. Als Bischof von Glasgow verteidigte er die Unabhängigkeit seines Bistums gegenüber dem englischen Erzbistum York.

## Herkunft und Ernennung zum Bischof
Die Herkunft von John ist unbekannt. Er war ein Mönch und stammte möglicherweise aus der französischen Benediktinerabtei Thiron. Er wird erstmals um 1114 als Kaplan von David, dem Earl der Region von Cumbria bzw. von Strathclyde erwähnt. Earl David hatte nach 1107 das lange verwaiste Bistum Glasgow neugegründet. Nach dem Tod von Michael, dem ersten Bischof des neu gegründeten Bistums, wurde John zwischen 1114 und 1117 von Earl David zum neuen Bischof ernannt. Vor 1124 erfolgte eine Erfassung des Landbesitzes des Bistums. John unterstützte um 1120 die Gründung eines Tochterklosters von Thiron bei Selkirk durch Earl David.

## Streit mit dem Erzbischof von York
Da zum Zeitpunkt der Ernennung von John zum Bischof das englische Erzbistum York vakant war, reiste er zur Kurie und wurde von Papst Paschalis II. vor Januar 1118 zum Bischof geweiht. Als im Oktober 1119 Thurstan zum neuen Erzbischof von York ernannt wurde, verweigerte ihm John beharrlich das Gehorsamsgelübde. Um eine Entscheidung in dem Streit zu erhalten, reiste John 1122 zur Kurie nach Rom. Papst Calixt II. glaubte aber, wohl aufgrund von Falschinformationen von Erzbischof Thurstan, dass John vom Kathedralkapitel von York zum Bischof gewählt worden war. Deshalb entband er ihn nicht von seiner Verpflichtung, dem Erzbischof Gehorsam zu geloben. Daraufhin pilgerte John nach Jerusalem, wo er angeblich Garmond von Picquigny, den lateinischen Patriarchen unterstützte, nachdem König Balduin II. in Gefangenschaft geraten war. Auf Drängen des Papstes kehrte er 1123 nach Schottland zurück. Er weigerte sich aber weiterhin, dem Erzbischof von York Gehorsam zu geloben.
Johns Förderer David wurde 1124 als David I. schottischer König. Als König wurde David in den Streit zwischen John und dem Erzbischof von York verwickelt, der sich inzwischen auch auf das Bistum St Andrews ausgeweitet hatte. Erzbischof Thurstan verlangte nämlich, dass auch Robert, der gewählte Bischof von St Andrews, ihm Gehorsam geloben sollte. Daraufhin sollte Kardinal Johannes de Crema als päpstlicher Legat den Streit zwischen den schottischen Bischöfen und dem englischen Erzbischof untersuchen. Ohne eine Entscheidung zu fällen, reiste der Kardinal 1125 zusammen mit John nach Rom. 1126 kehrte John mit der Aufforderung des Papstes an alle schottischen Bischöfe zurück, dass sie im nächsten Jahr nach Rom kommen sollten. Diese Reise wurde zunächst aufgeschoben und dann wissentlich vernachlässigt, nachdem der englische König Heinrich I. und der schottische König David I. eine Abmachung über den Status des Bistums St Andrews vereinbart hatten. John ignorierte, vermutlich mit Billigung und Unterstützung des schottischen Königs, 1128 und 1131 weitere Aufforderungen des Papstes, dem Erzbischof von York Gehorsam zu geloben.

## Unterstützung von König David I.
Ab 1126 bezeugte John 31 Urkunden von König David oder von dessen Sohn, Earl Henry. Die meisten Urkunden besiegelte er außerhalb des Gebiets des Bistums Glasgow, was darauf schließen lässt, dass er sich trotz seines Amtes als Bischof weiterhin häufig am Königshof aufhielt. Die politische Unterstützung des Königs führte für John in den 1130er Jahren zu erheblichen Problemen. Offenbar unterstützte David I. nach 1134 den Gegenpapst Anaklet II., wobei die Ursache hierfür ungeklärt ist. Möglicherweise unterstützte auch John mit Billigung des Königs den Gegenpapst, nachdem Papst Innozenz II. während der Anarchy, dem englischen Thronfolgekrieg, König Stephan gegen seine Rivalin, die sogenannte Kaiserin Matida unterstützte. Vielleicht unterstützte John auch den Gegenpapst, da er von Innozenz II. weiterhin unter Druck gesetzt wurde, dem Erzbischof von York Gehorsam zu geloben.

## Amtsniederlegung und Wiedereinsetzung

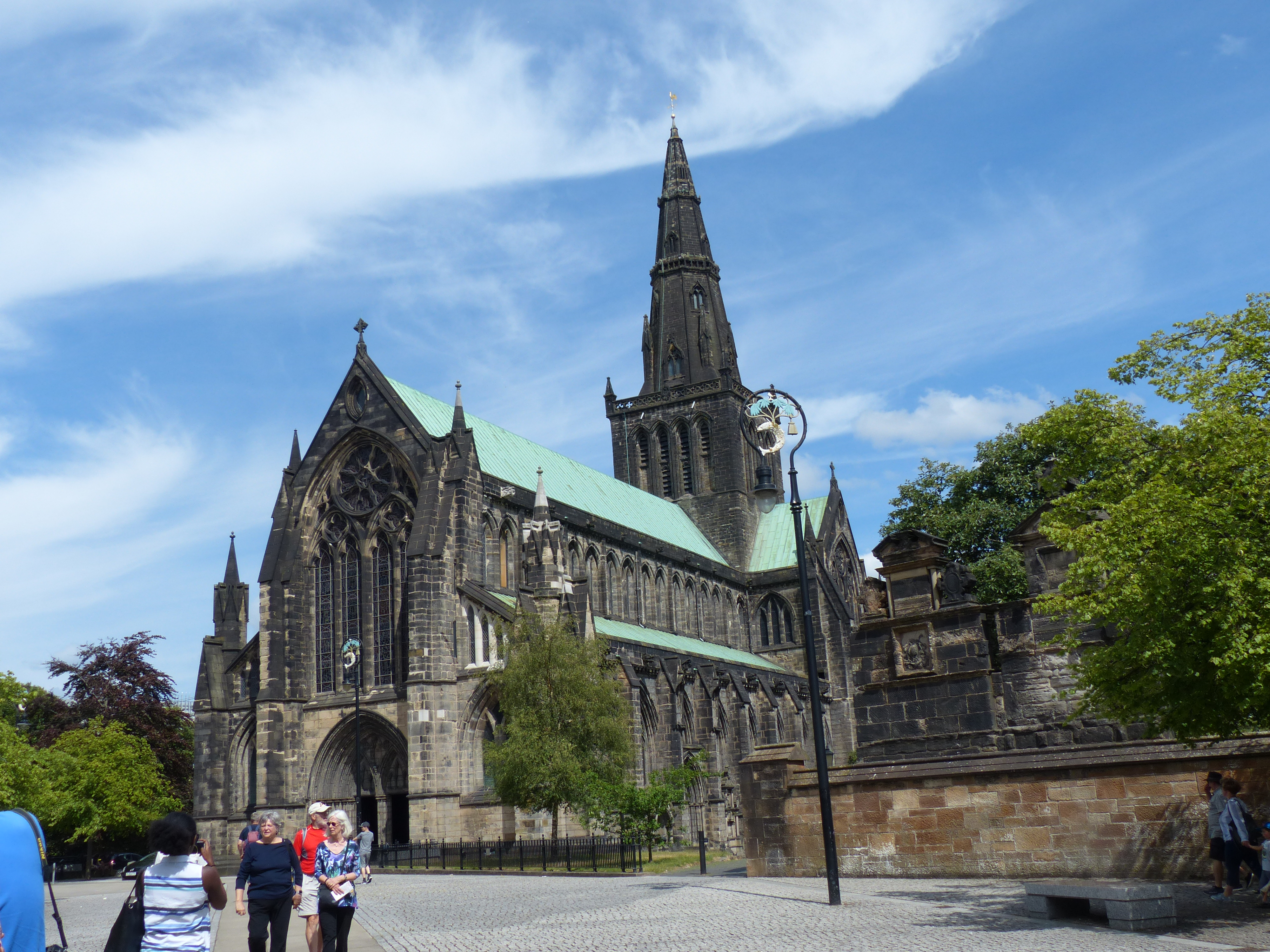
Die Kathedrale von Glasgow. Der Vorgängerbau wurde während der Amtszeit von Bischof John begonnen.

Am 22. April 1136 wurde John in einem Schreiben der Kurie als Schismatiker bezeichnet. Dies lag vermutlich an einer bösartigen Lüge des Erzbischofs von York, denn nach anderen Angaben hatte John mit König David gebrochen, nachdem dieser 1133 dem englischen König erlaubt hatte, das Bistum Carlisle zu errichten. Das Gebiet dieser nordenglischen Diözese wurde auch vom Bistum Glasgow beansprucht. Möglicherweise vertrat John in der Frage des päpstlichen Schismas auch eine andere Haltung als der König, so dass er sich 1136 oder 1137 nach Frankreich in das Kloster Thiron zurückzog. Nach der Standartenschlacht, die David I. gegen ein vom Erzbischof von York geführtes Heer verloren hatte, erreichte der päpstliche Legat Alberic von Ostia den schottischen König. David I. versicherte nun seine Treue zu Papst Innozenz II. Daraufhin berief der Legat 1138 John wieder zum Bischof von Glasgow und erteilte ihm vermutlich für seine schismatische Aktion die Absolution. Nachdem das Erzbistum York ab 1140 vakant war, ruhte Johns Streit mit den Erzbischöfen um den geistlichen Gehorsam.

## Tätigkeit als Bischof
John konnte den König überzeugen, 1127 seine Klostergründung bei Selkirk nach Kelso zu verlegen. Vermutlich war er auch daran beteiligt, als der König 1136 das im Gebiet des Bistums Glasgow gelegene Kloster Melrose mit Zisterziensermönchen besiedelte. Mit Sicherheit gehen die Gründung von Jedburgh Abbey 1139 auf den Einfluss von John auf den König zurück. 1144 stiftete der schottische König das Priorat von Lesmahagow als Tochtergründung von Kelso, vermutlich als Dank dafür, dass John in Thiron Zuflucht gefunden hatte. John förderte aber nicht nur die Klöster, sondern begann 1124 mit dem Bau der Kathedrale von Glasgow. 1136 wurde in Gegenwart von David I. die Kathedrale geweiht. Der König schenkte bei dieser Gelegenheit Govan dem Bistum. Den Chroniken nach erfolgte die Weihe am 7. Juli 1136, doch dieses Datum beruht auf einer späteren Verwechslung. 1992 wurden bei Ausgrabungen in der Kathedrale von Glasgow Reste von Säulen entdeckt, die wahrscheinlich aus der von John erbauten Kathedrale stammen. Gegen Ende des 12. Jahrhunderts wurde der Bau von John als eng und niedrig bezeichnet und durch einen Neubau ersetzt. Vor 1127 hatte John für die Verwaltung des östlichen Teils seines Bistums einen Archidiakon ernannt. Dazu richtete er Benefiziate für Kanoniker an seiner Kathedrale ein. Auch wenn zu seiner Zeit angeblich ein Kathedralkapitel in Glasgow bestand, wurde damit wahrscheinlich nur eine temporäre Versammlung der Geistlichen anlässlich einer Diözesansynode bezeichnet.
John starb nach dem 3. Mai 1147, wahrscheinlich wenig später. Am 24. August 1147 wurde sein Nachfolger in Frankreich zum Bischof geweiht. John wurde nicht in Glasgow oder in Kelso, sondern in Jedburgh Abbey beigesetzt.